# IFK Malmö
Pour le club de football, voir IFK Malmö FK
L'IFK Malmö est un club suédois omnisports basé à Malmö.

## Historique
- 1899 : fondation du club

## Sections
Entre parenthèses, année de création/d'arrêt
- athlétisme (1899)
- bandy
- bowling
- boxe
- bridge
- course d'orientation
- cyclisme (1899)
- gymnastique (1899)
- football (1905)
- handball (1927)
- hockey sur glace (1929-1965)
- hockey sur gazon
- lutte
- natation

En 1987, le club se recentre sur le football, le handball, le bowling et le bandy et abandonne toutes les autres disciplines.
Le stade du club est le Malmö Idrottsplats qui contient 7 600 places. Le club a aussi une salle, la Baltiska hallen.

## Sportifs du club
Emil Magnusson a été le premier médaillé olympique en 1912 (médaille de bronze au lancer du disque à 2 mains).